# Epitoxus vietnamicus
Epitoxus vietnamicus är en skalbaggsart som beskrevs av Yélamos och Alexey K. Tishechkin 1999. Epitoxus vietnamicus ingår i släktet Epitoxus och familjen stumpbaggar. Inga underarter finns listade i Catalogue of Life.